# Utsjokis kyrkomiljö
Utsjokis kyrkomiljö är en kulturmiljö i Utsjoki kommun i Lappland i Finland, som klassificerats som nationellt värdefull.
I miljön omkring Utsjoki kyrka vid sjön Mantojärvi finns en kyrkostad med 14 bevarade övernattningsstugor samt Utsjoki prästgård. Området bedömdes av Museiverket 2009 såsom en "nationellt betydelsefull kulturmiljö". Övernattningsstugorna har uppförts av privatpersoner och varit i bruk fram till 1940-talet. Som flest har det funnits ett 20-tal hus. 
Fynd från arkeologiska utgrävningar har visat att området varit en kyrkplats åtminstone från slutet av 1600-talet. Av den tidigare kyrkan i timmer, som byggdes 1700, finns en rekonstruerad sakristia bevarad.

## Bildgalleri

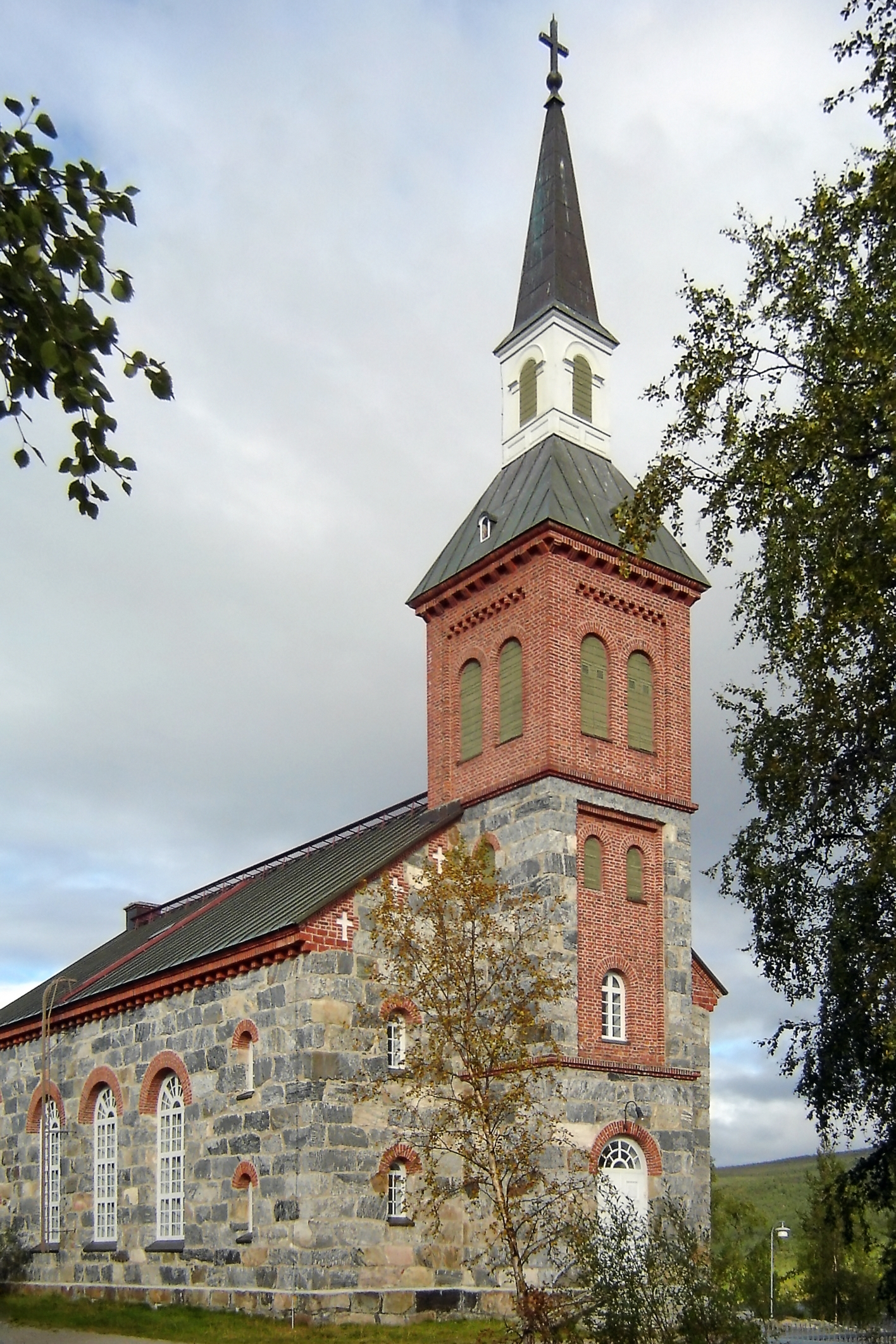
Utsjoki kyrka, ritad av Ernst Lohrmann, invigd 1653
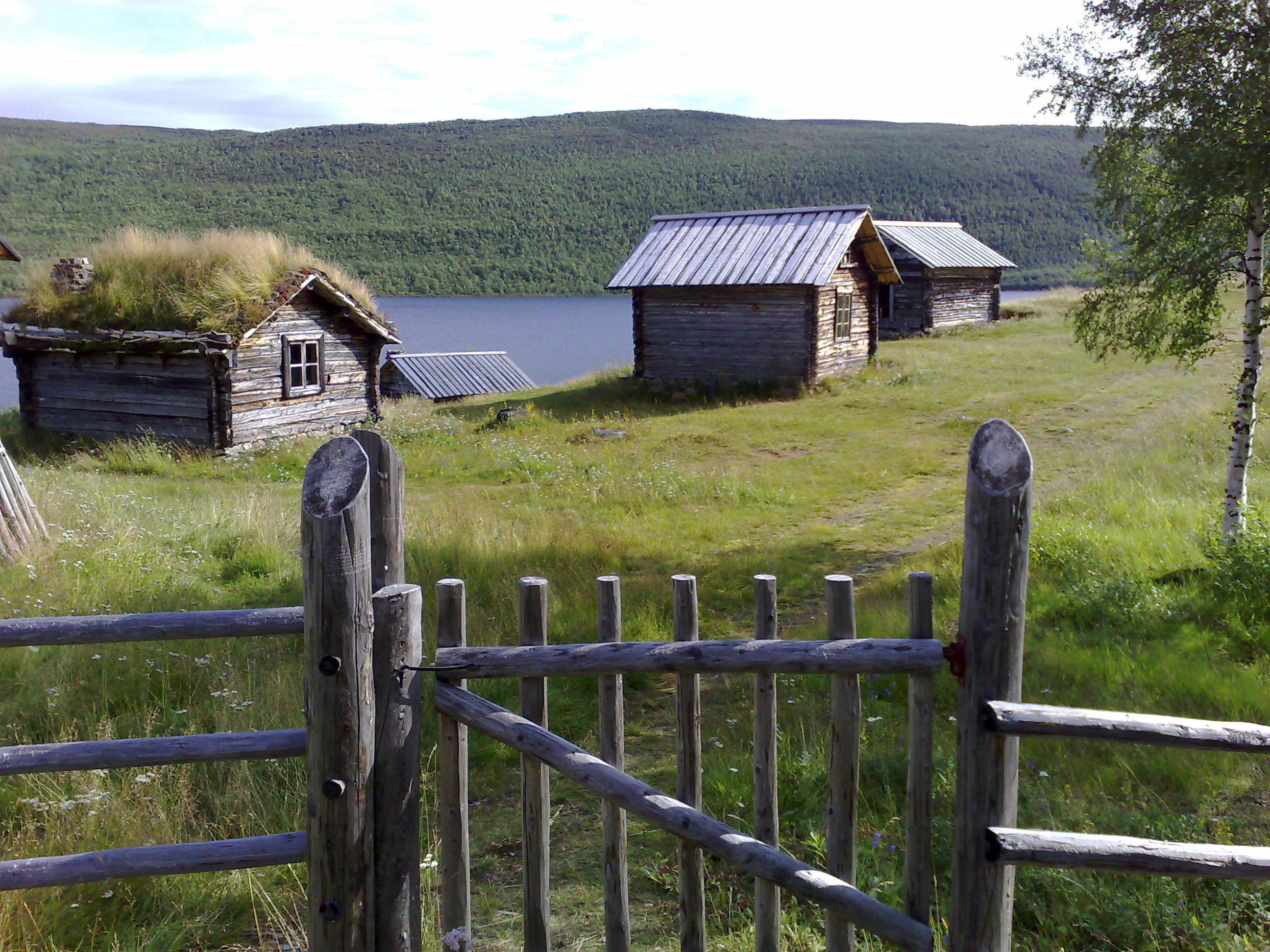
Kyrkostugor
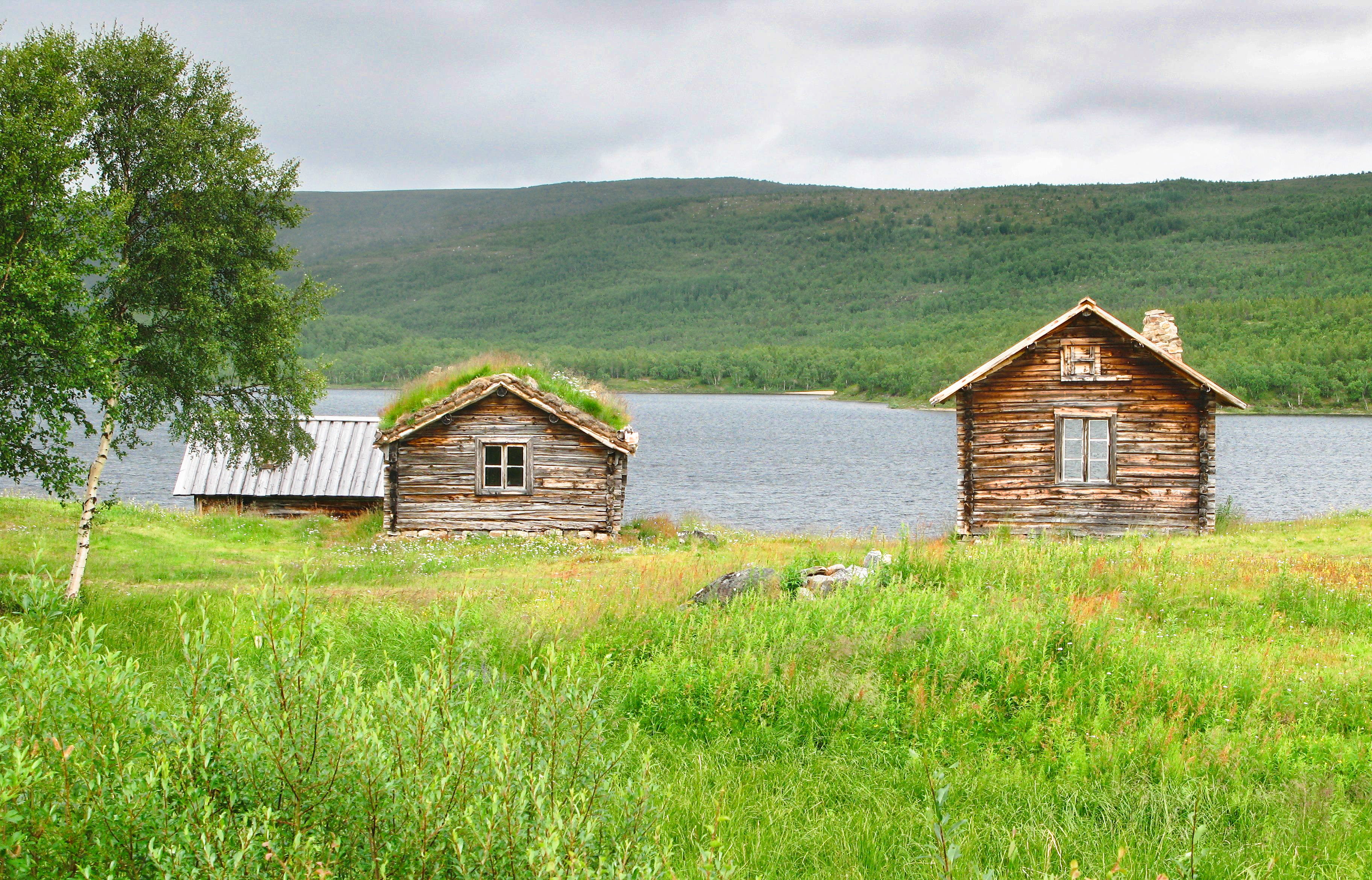
Kyrkostugor
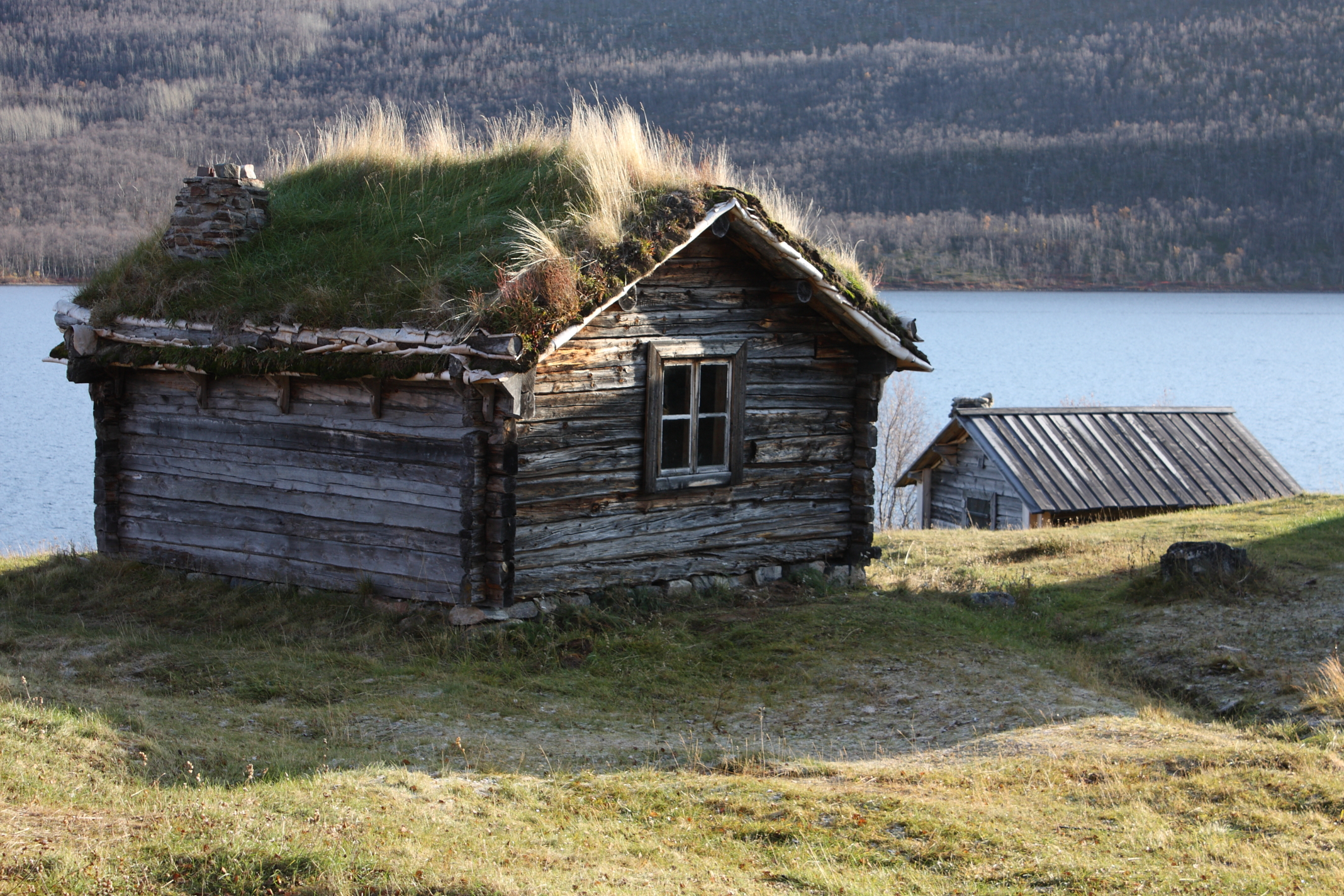
Kyrkostuga